# 대구광역시장
대구광역시장(大邱廣域市長)은 대구광역시의 행정 사무를 총괄하는 광역자치단체장이다.

## 역대 시장

### 경상북도 대구부윤
| 선출 방식 | 대수 | 이름                            | 임기                              | 시정 구호 | 시정 방침 | 기타                                                         |
| --------- | ---- | ------------------------------- | --------------------------------- | --------- | --------- | ------------------------------------------------------------ |
| 관선      | 초대 | 이경희(李慶熙)                  | 1945년 8월 16일~1945년 10월 9일   |           |           | 우에노 히코하치(上野彦八)의 근무이탈로 취임, 경상북도 부지사 |
| 관선      | 2대  | 존 P. 콘치 (John P. Conch)      | 1945년 10월 10일~1945년 11월 17일 |           |           | 현역 미육군 대위, 10월 13일부로 일본인 관료 전원 해임        |
| 관선      | 3대  | 조지 마이어스 (George W. Myers) | 1945년 11월 18일~1946년 1월 17일  |           |           | 현역 미육군 소령                                             |
| 관선      | 4대  | 이경희(李慶熙)                  | 1946년 1월 18일~1946년 9월 5일    |           |           |                                                              |
| 관선      | 5대  | 권영세(權寧世)                  | 1946년 9월 5일~1947년 4월 30일    |           |           | 대구부 부부윤, 달성군수 역임                                 |
| 관선      | 6대  | 한보용(韓普容)                  | 1947년 5월 1일~1948년 8월 14일    |           |           | 민주일보 주필                                                |
| 관선      | 7대  | 조용해(趙龍海)                  | 1948년 8월 15일~1949년 1월 7일    |           |           |                                                              |
| 관선      | 8대  | 허억(許億)                      | 1949년 1월 8일~1949년 8월 14일    |           |           | 마지막 대구부윤                                              |

### 경상북도 대구시장
| 선출 방식 | 대수     | 이름           | 임기                             | 시정 구호                 | 시정 방침                                                                                                  |
| --------- | -------- | -------------- | -------------------------------- | ------------------------- | --- |
| 관선      | 초대     | 허억(許億)     | 1949년 8월 15일~1951년 9월 10일  |                           | |
| 민선      | 2대      | 이호석(李浩錫) | 1951년 9월 19일~1952년 5월 5일   |                           | |
| 민선      | 2대      | 이호석(李浩錫) | 1952년 5월 5일~1952년 10월 24일  |                           | |
| 민선      | 3대      | 김종환(金鍾煥) | 1952년 11월 1일~1954년 8월 31일  |                           | |
| 민선      | 4대      | 허흡(許洽)     | 1954년 10월 5일~1958년 10월 4일  |                           | |
| 민선      | 5대      | 조준영(趙俊榮) | 1958년 10월 5일~1959년 5월 29일  |                           | |
| 관선      | 직무대리 | 이종왕(李鍾王) | 1959년 5월 29일~1959년 6월 11일  |                           | |
| 관선      | 6대      | 이종왕(李鍾王) | 1959년 6월 12일~1960년 5월 6일   |                           | |
| 관선      | 직무대리 | 정도환(鄭道煥) | 1960년 5월 6일~1960년 5월 9일    |                           | 부시장으로 직무대리                                                                                        |
| 관선      | 7대      | 박기서(朴基西) | 1960년 5월 12일~1960년 10월 31일 |                           | |
| 관선      | 직무대리 | 이백희(李白熙) | 1960년 10월 31일~1960년 12월 1일 |                           | 시장출마를 위한 사퇴                                                                                       |
| 민선      | 8대      | 김종환(金鍾煥) | 1960년 12월 28일~1961년 5월 24일 |                           | |
| 관선      | 9대      | 강원채(姜元採) | 1961년 5월 25일~1963년 12월 11일 |                           | |
| 관선      | 10대     | 강계원(姜啓元) | 1964년 1월 11일~1966년 5월 24일  |                           | |
| 관선      | 11대     | 태종학(太鍾鶴) | 1966년 5월 25일~1969년 10월 24일 |                           | |
| 관선      | 12대     | 김수학(金秀學) | 1969년 10월 2일~1972년 6월 29일  | 뭉치자 백만 가꾸자 새대구 | 대개발의 촉진, 생활환경의 정비, 방문행정의 추진, 새 공무원도의 확립                                        |
| 관선      | 13대     | 이규이(李圭利) | 1972년 6월 30일~1974년 7월 17일  |                           | 강력한 총화체제 확립, 명랑한 푸른도시 조성, 활기찬 생산도시 건설, 과감한 부조리 제거, 사랑받는 시정상 구현 |
| 관선      | 14대     | 김무연(金武然) | 1974년 7월 18일~1976년 10월 11일 | 창의로 개발 총화로 전진   | 시민 총화체제의 강화, 조화있는 도시건설, 산업기반의 재정비, 복지 문화시책의 확대, 성실한 봉사행정          |
| 관선      | 15대     | 정채진(鄭埰鎭) | 1976년 10월 22일~1979년 1월 14일 | 밝고 푸르고 활기찬 도시   | 총화유신의 생활화, 생활환경의 개선, 지역경제력의 배양, 문화복지의 향상, 창조적 봉사행정                    |
| 관선      | 16대     | 박창규(朴昌圭) | 1979년 1월 15일~1980년 7월 8일   | 발전시정의 구현           | 유신총화의 정착화, 새마을운동의 지속발전, 도시개발의 기반정립, 문화복지의 향상, 봉사체질의 획기적 개선     |
| 관선      | 17대     | 장병구(蔣炳九) | 1980년 8월 1일~1981년 6월 30일   | 밝은 새대구 복지대구 건설 | 대민봉사의 쇄신, 도시환경의 향상, 시민생활의 안정, 지역산업의 발전, 향토문화의 개발                        |

### 대구직할시장
| 선출 방식 | 대수 | 이름           | 임기                              | 시정 구호                       | 시정 방침                                                                                          |
| --------- | ---- | -------------- | --------------------------------- | ------------------------------- | -------------------------------------------------------------------------------------------------- |
| 관선      | 18대 | 정채진(鄭埰鎭) | 1981년 7월 1일~1982년 5월 2일     | 활기찬 새대구 긍지높은 시민     | 시민존중의 봉사, 균형있는 도시개발, 지역경제의 활성화, 건강한 시민질서                             |
| 관선      | 19대 | 이상희(李相熙) | 1982년 5월 3일~1985년 2월 20일    | 밝은거리 푸른도시 복지대구 건설 | 생활환경 개선, 지역산업 진흥, 도시질서 정착, 문화복지 향상, 책임행정 구현                          |
| 관선      | 20대 | 이상연(李相淵) | 1985년 2월 21일~1987년 5월 29일   | 긍지높은 시민 건강한 도시       | 참여시정 확대, 생활편익 증진, 도시기반 완비, 지역산업 육성                                         |
| 관선      | 21대 | 박배근(朴培根) | 1987년 5월 30일~1988년 12월 12일  | 건강한 도시 신뢰받는 시정       | 안정이 다져진 지역, 미래를 내다본 개발, 활기가 넘치는 경제, 전통이 숨쉬는 문화, 민의를 받드는 시정 |
| 관선      | 22대 | 박성달(朴成達) | 1988년 12월 13일~1990년 12월 27일 | 참여하는 시민 희망찬 도시       | 민주질서의 정착, 서민생활의 보호, 도시개발의 촉진, 지역경제의 진흥, 향토문화의 창달                |
| 관선      | 23대 | 이해봉(李海鳳) | 1990년 12월 28일~1992년 4월 20일  | 새질서 새생활 새대구            | 민주시정, 화합안정, 서민복지, 경제진흥, 도시개발                                                   |
| 관선      | 24대 | 한명환(韓明煥) | 1992년 4월 21일~1993년 3월 3일    | 화합하는 시민 봉사하는 시정     | 봉사시정의 구현, 자치기반의 확충, 지역경제의 진흥, 도시환경의 정비, 문화예술의 창달                |
| 관선      | 25대 | 이의익(李義翊) | 1993년 3월 4일~1993년 12월 27일   |                                 | |
| 관선      | 26대 | 조해녕(曺海寧) | 1993년 12월 28일~1994년 12월 31일 | 대구는 우리모두의 자랑입니다    | |

### 대구광역시장
| 선출 방식 |      | 대수     | 이름           | 임기                            | 정당                                                                           | 시정구호                         | 시정 방침                                                                                                 |
| --------- | ---- | -------- | -------------- | ------------------------------- | ------------------------------------------------------------------------------ | -------------------------------- | --- |
| 관선      |      | 26대     | 조해녕(曺海寧) | 1995년 1월 1일~1995년 3월 30일  |                                                                                | 대구는 우리모두의 자랑입니다     | |
| 관선      |      | 27대     | 이종주(李鍾宙) | 1995년 4월 1일~1995년 6월 30일  |                                                                                | 대구는 우리모두의 자랑입니다     | |
| 민선      |      | 28대     | 문희갑(文熹甲) | 1995년 7월 1일~2002년 6월 30일  | 무소속(1995~1997) 한나라당(1997~2002)                                          | 화합하는 시민 거듭나는 대구      | 경제도시 건설, 교통문제 해결, 생활환경 향상, 향토문화 창달, 봉사행정 실천                                 |
| 민선      |      | 29대     | 문희갑(文熹甲) | 1995년 7월 1일~2002년 6월 30일  | 무소속(1995~1997) 한나라당(1997~2002)                                          | 아름다운 도시 품위있는 대구      | 아름다운 환경도시, 격조높은 문화도시, 함께사는 복지도시, 활력있는 경제도시, 세계적인 패션도시             |
| 민선      |      | 30대     | 조해녕(曺海寧) | 2002년 7월 1일~2006년 6월 30일  | 한나라당                                                                       | 마음을 하나로 대구를 세계로      | 기업하기 좋은도시, 신명나는 문화도시, 살기좋은 환경도시, 하나되는 복지도시, 밝은시정 열린도시             |
| 민선      |      | 31대     | 김범일(金範鎰) | 2006년 7월 1일~2014년 6월 30일  | 한나라당(2006~2012) 새누리당(2012~2014)                                        | 희망의 도시, 일류 대구           | 미래 성장동력 창출, 영남권 중추도시 위상 확립, 활력있고 살고싶은 도시 건설, 시민과 함께하는 열린시정 구현 |
| 민선      | 32대 |          | 김범일(金範鎰) | 2006년 7월 1일~2014년 6월 30일  | 한나라당(2006~2012) 새누리당(2012~2014)                                        | 희망의 도시, 일류 대구           | 미래 성장동력 창출, 영남권 중추도시 위상 확립, 활력있고 살고싶은 도시 건설, 시민과 함께하는 열린시정 구현 |
| 민선      |      | 33대     | 권영진(權泳臻) | 2014년 7월 1일~2022년 6월 30일  | 새누리당(2014~2017) 자유한국당(2017~2020) 미래통합당(2020) 국민의힘(2020~2022) | 오로지 시민행복 반드시 창조대구  | 창조경제, 문화융성, 안전복지, 녹색환경, 소통협치                                                          |
| 민선      |      | 34대     | 권영진(權泳臻) | 2014년 7월 1일~2022년 6월 30일  | 새누리당(2014~2017) 자유한국당(2017~2020) 미래통합당(2020) 국민의힘(2020~2022) | 행복한 시민 자랑스러운 대구      | 창조경제, 문화융성, 안전복지, 녹색환경, 소통협치                                                          |
| 민선      |      | 35대     | 홍준표(洪準杓) | 2022년 7월 1일~2025년 4월 11일  | 국민의힘                                                                       | 자유와 활력이 넘치는 파워풀 대구 | |
| 민선      |      | 권한대행 | 김정기(金楨璂) | 2025년 4월 11일~2026년 6월 30일 | 무소속                                                                         | 자유와 활력이 넘치는 파워풀 대구 | 행정부시장으로서 권한대행.                                                                                |

## 같이 보기
- 대구광역시장 선거
- 대구광역시청
- 대구광역시 부시장
- 대구부윤 (일제 강점기)